# Nationalpark Cabo Pulmo
Der Nationalpark Cabo Pulmo ist seit dem Jahr 1995 ein Nationaler Marine Park auf der mexikanischen Halbinsel Baja California. Vor der Küste liegt das älteste der lediglich drei Korallenriffe an der Westküste Nordamerikas.

## Geografie
Der Nationalpark Cabo Pulmo liegt zwischen Pulmo Point und Los Frailes ca. 100 km nördlich von Cabo San Lucas im Südosten der Halbinsel Baja California.

## Entwicklung
Seit den 1980er Jahren wird das Riff von Umwelteinflüssen stark beeinflusst, dazu zählen Hurrikane und die Effekte von mittleren und starken El-Niño-Ereignissen. In den frühen 1990er Jahren hatten die zentralen Gebiete des Riffs eine Bedeckung von lebenden Pocillopora von ungefähr 40 %. Zwischen den Jahren 1997 und 2003 verlor das Riff fast 50 % seiner Korallenpopulation durch verschiedene natürliche Ereignisse, wie vier Hurrikane und die starken El Niño-Einflüsse 1997/1998.